# Aspalathus submissa
Aspalathus submissa är en ärtväxtart som beskrevs av Rolf Martin Theodor Dahlgren. Aspalathus submissa ingår i släktet Aspalathus och familjen ärtväxter. Inga underarter finns listade i Catalogue of Life.